# جاك بيتس
جاك بيتس (بالإنجليزية: Jack Betts) (11 أبريل 1929 - 19 يونيو 2025)، هو ممثل أمريكي بدأ مسيرته الفنية عام 1957. يُعد بيتس من أبرز نجوم هوليوود الذين تألقوا في أدوار شهيرة في أفلام «سبايدرمان» و «باتمان».

## حياته
وُلد في 11 أبريل 1929 في ميامي، فلوريدا، الولايات المتحدة،

## وفاته
تُوفي جاك بيتس، أثناء نومه في منزله الواقع في مدينة لوس أوسوس بولاية كاليفورنيا، بحسب ما أعلن ابن شقيقه.

## الأعمال
- مونك
- ذا منتاليست
- الوحدة
- اسمي إيرل
- كولد كيس
- المقاطعة
- الرجل العنكبوت
- ذا ينغ أند ذا رستلس
- فريندز
- الجميع يحب رايموند

## روابط خارجية
- جاك بيتس على موقع IMDb (الإنجليزية)
- جاك بيتس على موقع ألو سيني (الفرنسية)
- جاك بيتس على موقع تيرنر كلاسيك موفيز (الإنجليزية)
- جاك بيتس على موقع أول موفي (الإنجليزية)
- جاك بيتس على موقع قاعدة بيانات برودواي على الإنترنت (الإنجليزية)
- جاك بيتس على موقع قاعدة بيانات الأفلام السويدية (السويدية)
- جاك بيتس على موقع قاعدة بيانات الفيلم (الإنجليزية)
- جاك بيتس على موقع كينوبويسك (الروسية)